# Travelking
TPF group s.r.o. je česká společnost zaměřená na prodej pobytových a zážitkových balíčků, kterou v roce 2014 založila trojice podnikatelů z Česka a Slovenska.

## Hlavní činnost
Primární specializací společnosti je prodej pobytových balíčků v hotelech, penzionech a dalších ubytovacích zařízeních v několika evropských zemích prostřednictvím portálu Travelking. Od fúze s německou online cestovatelskou platformou TravelCircus v roce 2022 rozšířila společnost nabídku o zážitkové pobyty. Travelking své balíčky nabízí přes doménu v Česku, na Slovensku a od roku 2020 také v Maďarsku.

## Historie
Travelking byl pod svým původním názvem Slevoking založen v roce 2014 Tomášem Čmelíkem, Peterem Kóšou a Lukášem Feckem.
V roce 2019 prošel portál Slevoking rebrandingem a od té doby působí již pod názvem Travelking.
Období pandemie covidu-19, kdy byl sektor cestování značně utlumen, bylo impulsem k rozšíření nabídky o pobyty na chalupách a chatách v Česku. 
V roce 2022 firmu koupila německá společnost Travelcircus, která působí ve stejném sektoru v rámci Německa.

## Charitativní činnost
Společnost je aktivní i v charitativní činnosti. Svým zákazníkům nabízí možnost při platbě přispět drobnou částkou na různé charitativní projekty. Za přispění svých zákazníků mohla firma finančně podpořit dětské domovy, kočičí útulek i individuální příjemce, kteří se potýkají například se zdravotními problémy.[zdroj?]